# 3C 212
3C 212 é um quasar localizado na constelação de Cancer.